# Avortement en Angola
L'avortement en Angola n'est légal que s'il permet de préserver la vie ou la santé de la mère, en cas de viol ou de malformation du fœtus. L'article 154 du Code Pénal angolais prévoit que tout avortement pratiqué pour d'autres raisons expose la femme et le praticien à une peine pouvant aller jusqu'à cinq ans de prison. L'article 155 du Code pénal prévoit également que si la femme décède à la suite de l'avortement ou si le praticien pratique des avortements de routine, les charges pénales prévues sont augmentées d'un tiers.

## Statut légal
Sous le code pénal portugais de 1886, laissé inchangé après l'indépendance de l'Angola en 1975, l'accès à l'avortement était très restreint, n'étant disponible que dans le cas où la grossesse menaçait la vie de la femme. En janvier 2019, une nouvelle législation a été adoptée par l'Assemblée nationale pour adopter un nouveau code pénal. La réforme a élargi les circonstances dans lesquelles l'avortement est légal pour inclure le risque pour la santé, le viol et les malformations ou maladies détectables au stade de fœtus. Après que le Président de la République d'Angola João Lourenço a opposé son veto à certaines dispositions du nouveau code et a exigé des mesures anticorruption plus strictes, l'Assemblée nationale a approuvé la version finale du nouveau code pénal (loi 38/20) le 4 novembre 2020. Le président a signé la réforme en tant que loi le 6 novembre 2020, ainsi que le nouveau Code de procédure pénale (loi 39/20) qui a également remplacé un code portugais de 1929 et a été approuvé par l'Assemblée le 22 juillet 2020. Les nouveaux codes ont été publiés au Journal officiel le 11 novembre 2020, entrant ainsi en vigueur 90 jours plus tard, le 9 février 2021.